# Rygaards Skole
Rygaards Skole er en katolsk privatskole i Hellerup, Gentofte Kommune. Skolen, der har både en dansk og international afdeling, blev oprettet i 1909 af nonneordenen Assumptionssøstrene, og skolen bygger derfor deres værdier på et katolsk-kristent grundlag. Skolen havde i 2009 840 elever.
Skolen ligger på Bernstorffsvej 54, hvor også Sankt Therese Kirke ligger (nr. 56).